# Lew Nikolajewitsch Oborin

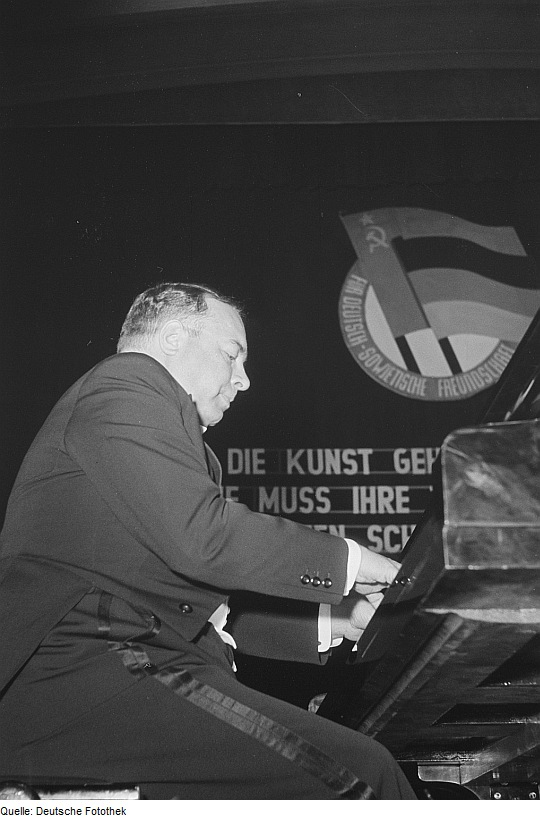
Lew Oborin, 1951

Lew Nikolajewitsch Oborin (russisch Лев Николаевич Оборин, wiss. Transliteration Lev Nikolaevič Oborin; * 29. Augustjul. / 11. September 1907greg. in Moskau; † 5. Januar 1974 in Moskau) war ein sowjetischer Pianist.

## Leben und Wirken
Oborin studierte Klavier am Moskauer Gnessin-Institut bei Jelena Gnessina, einer Schülerin von Ferruccio Busoni, und Komposition bei Alexander Gretschaninow sowie von 1921 bis 1926 Klavier bei Konstantin Igumnow am Moskauer Konservatorium. 1927 gewann er den ersten Chopin-Wettbewerb.
Nach einigen Konzerten in Polen und Deutschland konzertierte er exklusiv in der Sowjetunion und lehrte außerdem seit 1928 am Moskauer Konservatorium. 1935 begann eine lebenslange künstlerische Partnerschaft mit dem Geiger Dawid Oistrach, mit dem er von 1941 bis 1963 (dem Tod des beteiligten Cellisten Swjatoslaw Knuschewizki) auch ein bekanntes Trio formte. 1948 wurde er als Professor an das Moskauer Konservatorium berufen. Seine erste Aspirantin war dort Maria Gambarjan.
Oborin spielte zahlreiche Erstaufführungen von Komponisten des 20. Jahrhunderts, z. B. von Chatschaturjan, dessen Klavierkonzert ihm gewidmet ist, von Schebalin, Mjaskowski, Prokofjew und Schostakowitsch. Als Lehrer hatte er zahllose Schüler, die bekanntesten waren Vladimir Ashkenazy, Gennadi Roschdestwenski und Jekaterina Nowizkaja sowie Tamara Miansarowa. Auch der deutsche Pianist Peter Rösel studierte bei Oborin.
Oborin wurde 1943 mit dem Stalinpreis ausgezeichnet. Er starb 1974 und wurde auf dem Nowodewitschi-Friedhof in Moskau begraben.